# Азербайджано-сербские отношения
Азербайджано-сербские отношения — межгосударственные отношения между Азербайджаном и Сербией в политической, экономической, культурной и иных сферах.
Обе страны являются членами ООН, Совета Европы, Партнерства во имя мира, ОЧЭС, ОБСЕ.

## История
Сербия и часть Азербайджана находились под властью Османской империи.

## Дипломатические отношения
Сербия признала независимость Азербайджана 31 декабря 1991 года. Дипломатические отношения установлены 21 августа 1997 года.
Посольство Азербайджана в Сербии открылось 8 июня 2011 года. Сербия имеет посольство в Баку.
В парламенте Азербайджана действует двусторонняя межпарламентская рабочая группа. Руководителем группы является Малахат Гасанова.
В парламенте Сербии действует межпарламентская группа дружбы с Азербайджаном.
С октября 2021 года действует соглашение о безвизовом режиме между странами.
Сербия была в числе стран, проголосовавших в пользу Азербайджана в Резолюции Генеральной Ассамблеи Организации Объединенных Наций 62/243, которая была резолюцией Генеральной Ассамблеи Организации Объединенных Наций, касающейся Нагорного Карабаха.
В день, когда Республика Косово объявила о своей независимости от Сербии 17 февраля 2008 года, глава пресс-службы МИД Азербайджана Хазар Ибрагим, заявил, что Азербайджан «считает этот незаконный акт противоречащим международному праву. Исходя из этого, позиция Азербайджана ясна: он не признает независимость Косово».  Азербайджан также вывел миротворцев из Косово.
Турция прилагает большие усилия на встречах высшего уровня в Организации исламского сотрудничества, выступая с решительно сформулированной поддержкой декларации о независимости Косово. Однако, Азербайджан находится среди стран, выступающих против.
В ходе первого заседания азербайджано-сербской межправительственной комиссии 4 ноября 2011 года сопредседатель комиссии Азербайджана, министр экономического развития Шахин Мустафаев выразил поддержку Азербайджана. Представители Сербии, в свою очередь, заявили, что они будут продолжать поддерживать позицию Азербайджана в конфликте в Нагорном Карабахе.

### Двусторонние визиты
Министр иностранных дел Сербии Вук Еремич посетил Азербайджан в 2009 году.
Президент Сербии Борис Тадич посетил Азербайджан в 2010 году. Во время своего визита Тадич посетил могилы жертв Черного января и обсудил двусторонние и стратегические отношения между двумя странами.
Президент Азербайджана Ильхам Алиев посетил Сербию с официальным визитом в 2011 году. Тадич представил Алиеву бюст Гаджибекова Узеира в городе Нови-Сад, затем оба президента приняли участие в открытии Ташмайданского парка в Белграде.
21-22 мая 2018 года президент Сербии Александр Вучич посетил Азербайджан с официальным визитом.
3-6 апреля 2018 года, 21-26 октября 2019 года министр иностранных дел Сербии Ивица Дачич посетил Азербайджан с деловыми поездками.
23 ноября 2022 года в Белграде состоялась встреча президента Азербайджанской Республики Ильхама Алиева с президентом Республики Сербия Александром Вучичем один на один, а также в расширенном составе и после чего состоялась церемония подписания документов.

## Договорно-правовая база
Между сторонами подписано 34 договора, в том числе:
- соглашение о безвизовом режиме (октябрь 2021)
- соглашение о реадмиссии (23 ноября 2022)
- соглашение о социальном обеспечении

## В области экономики

### Товарооборот (тыс. долл)
| Год  | Экспорт Азербайджана | Импорт Азербайджана | Сумма товарооборота |
| ---- | -------------------- | ------------------- | ------------------- |
| 2020 | 1 196,18             | 7 864,60            | 9 060,78            |
| 2021 | 1 189,86             | 8 043,08            | 9 232,94            |
| 2022 | 1 743,38             | 9 142,41            | 10 885,79           |
| 2023 | 495                  | 10 870,52           | 11 365,52           |
| 2024 | 181 252,75           | 9 056,59            | 190 309,34          |

Структура экспорта Сербии: лекарственные препараты, автомобильные покрышки.
Структура экспорта Азербайджана: сплавы металлов.

## В области культуры
В Белграде открыт Центр культуры Азербайджана.
В 2011 году в Белграде открыт памятник Гейдару Алиеву.
В Азербайджанском университете языков действует Центр сербского языка и культуры